# Erpressung (Film)
Erpressung (Originaltitel: Blackmail) ist ein britischer Thriller von Alfred Hitchcock aus dem Jahr 1929. Er entstand nach einem Theaterstück von Charles Bennett und war einer der ersten britischen Tonfilme. Anny Ondra, Sara Allgood, Charles Paton und John Longden sind in den Hauptrollen besetzt.

## Handlung
Frank Webber ist ein ehrgeiziger, junger Polizist bei Scotland Yard. Er ist mit Alice White liiert, deren Vater ein Zeitungs- und Tabakgeschäft im Londoner Stadtteil Chelsea betreibt. Nach einem Streit trifft sich Alice heimlich mit einem anderen Mann, dem Maler Crewe, und folgt ihm später auch in dessen Atelierwohnung. Als Crewe zudringlich wird und versucht, sie zu vergewaltigen, greift Alice in Notwehr zu einem Brotmesser und ersticht ihn. Alice kann unerkannt vom Tatort fliehen, lässt allerdings ihre Handschuhe zurück. Nach der Entdeckung des Toten wird Frank die Leitung der Ermittlungen übertragen. Als er einen der Handschuhe findet, lässt er das belastende Beweisstück verschwinden, um Alice zu schützen.
Als Frank Alice im Zeitungsladen zur Rede stellt, taucht der Ganove Tracy auf und lässt durchblicken, dass er Alice beobachtet hat, in Besitz des zweiten Handschuhs ist und auch von Franks Vertuschungsversuch weiß. Er will die beiden erpressen. Bevor Tracy seine Bedingungen diktieren will, telefoniert Frank mit Scotland Yard und erfährt, dass Crewes Zimmerwirtin Tracy am Tatort gesehen hat, was ihn zu einem Tatverdächtigen macht. Da nun Aussage gegen Aussage steht, flüchtet Tracy, da er befürchtet, dass die Aussage eines Kriminellen vor Gericht keinen Bestand hat. Er flieht ins Britische Museum, wo er schließlich, von der Polizei verfolgt, vom Dach zu Tode stürzt. Noch bevor Alice erfährt, dass der Fall nun als erledigt gilt, eilt sie zu Scotland Yard und möchte sich stellen. Sie hat Gewissensbisse, dass ein Unschuldiger für ihre Tat büßen muss. Frank kann sie im Büro seines Vorgesetzten abfangen und von ihrem Vorhaben abbringen.

## Produktion

### Produktionsnotizen
Der Film war ursprünglich nicht als Tonfilm vorgesehen; der Dreh wurde als Stummfilm begonnen. Die Filmproduzenten (British International Pictures) entschieden jedoch während der laufenden Produktion, aus dem Film den ersten britischen Tonfilm zu machen. Dieser Beschluss hatte signifikante Auswirkungen auf den Film, denn ein beträchtlicher Teil des Projekts war zu diesem Zeitpunkt bereits ohne Ton gefilmt worden. Einige dieser Szenen wurden nun mit Ton neu gedreht, aber einige blieben in ihrer ursprünglichen Fassung stumm. Ferner hatte die Hauptdarstellerin Anny Ondra, die aus Galizien stammte, einen sehr starken Akzent, der nicht zu ihrer Rolle passte.
Da auch mit ihr einige Szenen bereits „im Kasten“ waren, wurde entschieden, dass Ondra ihre Rolle weiter spielen, bei ihren Einsätzen aber nur die Lippen bewegen sollte. Ihr Text wurde synchron von der Schauspielerin Joan Barry aus dem Off gesprochen. Dies bewirkte zweifelsohne, dass Ondras Schauspielleistung ein wenig unbeholfen wirkte.

### Veröffentlichung

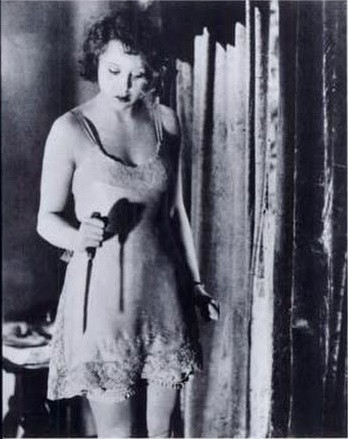
Anny Ondra
in ihrer Rolle als Alice White

Da die Tonfilmversion dieses Films sehr berühmt ist, ist sie allgemein für den Heimvideobereich erhältlich. Die fertiggestellte Stummfilmversion wurde 1929 kurz nach der Tonfilmversion in die Kinos gebracht. Tatsächlich lief die Stummfilmversion länger in den Kinos und war zu ihrer Zeit beliebter, weil seinerzeit die meisten Lichtspielhäuser in England noch nicht für Tonfilme eingerichtet waren. Trotz der Popularität der Stummfilmversion blieb die richtungsweisende Tonfilmversion in der Filmgeschichte am besten in Erinnerung. Die Stummfilmversion ist heutzutage selten zu sehen, obwohl beide Versionen Inhalt einer deutschen DVD sind, die im März 2002 von ArtHaus Studiocanal in Rahmen einer Hitchcock-Reihe herausgebracht wurde. Der Film wurde am 5. September 1962 erstmals im Programm der ARD ausgestrahlt. In Österreich lief der Film ebenfalls unter dem Titel Erpressung sowie unter dem weiteren Titel Erpressung (Notwehr).
Premiere hatte der Film am 28. Juli 1929 in London im Vereinigten Königreich. In den Vereinigten Staaten erschien er erstmals am 6. Oktober 1929, in Irland am 6. Dezember 1929, in Slowenien im Januar 1930, in Dänemark Ende April 1930, in Australien Mitte November 1930 und in Finnland im Januar 1931. Im August 1957 wurde der Film auf dem Venice Film Festival vorgestellt. In Schweden war die Erstausstrahlung im Juli 1977 im schwedischen Fernsehen. In Spanien erschien der Film im November 1981 und in Portugal wurde er im Februar 1982 im Cinemateca Portuguesa vorgestellt. Im Januar 1985 war er einer der Beiträge auf dem schwedischen Film Festival Göteborg. Auf dem Telluride Film Festival in den Vereinigten Staaten lief der Film am 5. September 2004. In China war er einer der Beiträge auf dem Internationalen Filmfest Shanghai. Veröffentlicht wurde er auch in Griechenland. In den Vereinigten Staaten wurde der Film zudem im Juli 2013 in einer Sound-Version aus dem Harvard Film Archive vorgestellt sowie im November 2013 auf dem St. Louis International Film Festival. Im Oktober 2014 wurde der Film in einer digital restaurierten Version auf dem Internationalen Film Festival in Rio de Janeiro gezeigt. Ebenfalls in einer digital restaurierten Fassung wurde die Stummfilmversion im Februar 2020 in Paris vorgestellt. Am 1. März 2020 wurde der Film dann auf dem Silent Film Festival in Australien gezeigt. Veröffentlicht wurde der Film zudem in Argentinien, Brasilien, Bulgarien, Kanada, Dänemark, Frankreich, Ungarn, Italien, Japan, in den Niederlanden, in Norwegen, Polen, Portugal, Rumänien, Serbien, in der Sowjetunion, in Taiwan, in der Ukraine, in Venezuela und im ehemaligen Jugoslawien.

## Kritik
Das Lexikon des internationalen Films stellte fest: „Im Handlungsaufriß nicht sehr sorgfältig, auch psychologisch wenig aufgearbeitet, erprobt Hitchcock doch souverän die Möglichkeiten der Kriminalspannung.“
Im Evangelischen Filmbeobachter wurde festgehalten: „Dieser erste englische Tonfilm unter der Regie von Alfred Hitchcock ist nicht nur filmgeschichtlich interessant, sondern auch ein gut erdachter und gestalteter Kriminalfilm.“
Die Filmzeitschrift Cinema zog das Fazit: „Hitchcock-Klassiker, inzwischen aber doch sehr museal.“
Kino.de führte aus: „Hitchcock erprobte in dem letztlich oberflächlich bleibenden Krimi erstmals die Möglichkeiten der Genres und seiner Suspense-Elemente.“

## Cameo
Hitchcock liest in der Straßenbahn ein Buch und wird dabei von einem Jungen gestört.